# Kejsardömet Indiens orden
Kejsardömet Indiens orden (engelska: The Most Eminent Order of the Indian Empire) är en riddarorden som instiftades 1878 av Drottning Viktoria. Orden omfattar medlemmar i tre klasser:
1. Knight Grand Commander (GCIE)
2. Knight Commander (KCIE)
3. Companion (CIE)

Inga utnämningar har gjorts sedan 1947, året då Indiens delades. I och med Meghrajji III:s död, den sista överlevande riddaren, blev orden vilande 2010.
Mottot för orden är Imperatricis auspiciis (latin för "Inom ramen för kejsarinnan"), en hänvisning till Drottning Victoria, den första kejsarinnan av Indien. Orden är lägre i rang inom brittiska ordensväsendet associerad med Brittiska Indien; överordnad är Indiens stjärna.